# Piła II
Piła II (ang. Saw II) – sequel filmu Piła z 2004 roku, hybryda gatunków horror, thriller i podgatunku gore. Premiera w większości krajów odbyła się 28 października 2005 roku.

## Fabuła
Okoliczności makabrycznego morderstwa Michaela Marksa, które bada detektyw Eric Matthews, świadczą o jednym: psychopatyczny morderca „Jigsaw” powrócił. Niewinne ofiary, zamknięte w jednej celi, ponownie będą zmuszone do wzięcia udziału w śmiertelnej grze. Od ich decyzji zależeć będzie, kto z uwięzionych przeżyje, a kto umrze. Dla tych, którzy ocaleją, nic już nie będzie takie, jak przedtem. Dla Erica najbardziej szokujący okazuje się fakt, że wśród więźniów znajduje się jego nastoletni syn Daniel.

## Obsada
- Tobin Bell – John Kramer / Jigsaw
- Shawnee Smith – Amanda Young
- Donnie Wahlberg – Eric Matthews
- Erik Knudsen – Daniel Matthews
- Franky G – Xavier Chavez
- Glenn Plummer – Jonas Singer
- Emmanuelle Vaugier – Addison Corday
- Beverley Mitchell – Laura Hunter
- Tim Burd – Obi Tate
- Tony Nappo – Gus Colyard
- Noam Jenkins – Michael Marks
- Dina Meyer – Detektyw Allison Kerry
- Lyriq Bent – Daniel Rigg